# Sergei Andronov
Sergei Andronov (Penza, 19 de julho de 1989)  é um jogador profissional de hóquei no gelo russo que atua na posição de right winger pelo CSKA Moscow, da KHL.

## Carreira
Sergei Andronov foi draftado pelo St. Louis Blues, na 78º colocação no draft da NHL de 2009.